# 飯島太千雄
飯島 太千雄（いいじま たちお、1942年 - ）は、書の研究家。

## 来歴
書家・飯島春敬、敬芳の三男として東京・六本木に生まれる。学習院大学仏文科中退。書藝文化新社で古筆複製・学術書の編集製作・撮影を行う。書道史研究論文を『墨美』『書品』などに発表。1980年退社、以後は著作・制作に専念。編集工房「書玄」主宰。

## 著書
- 『般若心経の道』慈光寺・弓立社　1993
- 『王朝の紙』毎日新聞社　1994
- 『あなただけの名品般若心経』小学館　1997
- 『女の書』日本放送出版協会　2002
- 『空海入唐 虚しく往きて実ちて帰らん』日本経済新聞社　2003
- 『般若心経の歴史と祈りの美学』清林寺　2005
- 『若き空海の実像 「聾瞽指帰」と新資料「破体千字文」で解明する』大法輪閣　2009

## 編著
- 『王羲之大字典』東京美術　1980
- 『字典書譜』東京美術　1980
- 『空海大字林』講談社　1983
- 『千字文字典』東京堂出版　1988
- 『法名戒名揮毫宝典』藤井正雄共編 岸本磯一書　東京堂出版　1991
- 『良寛墨蹟大観 第5巻　書状篇谷川敏朗共著 中央公論美術出版　1992
- 『常用六体字典』ぎょうせい　1993
- 『良寛墨蹟大観』第1-2巻　漢詩篇 川口霽亭共著　中央公論美術出版　1993-94
- 『良寛墨蹟大観』第3-4巻　和歌篇 加藤僖一共著　中央公論美術出版　1993-94
- 『良寛墨蹟大観　第6巻　仏語篇』谷川敏朗共著　中央公論美術出版　1993
- 『良寛名品選』編・解説・撮影　雄山閣出版　1994
- 『雨のしずく』乾侑美子と構成・文　小学館　1995　漢字の絵本
- 『こわい山、やさしい山』乾侑美子と構成・文　小学館　1995　漢字の絵本
- 『月のえくぼ』乾侑美子と構成・文　小学館　1995　漢字の絵本
- 『書体大百科字典』雄山閣出版　1996
- 『王羲之名品字帖』全8巻 編著　雄山閣出版　1997
- 『空海色紙揮毫宝典』東京堂出版　1997
- 『名歌古筆集成』全5巻　編著　書藝文化新社　1999-2002